# Зозуля, Владимир Александрович
Владимир Александрович Зозуля (5 июня 1934 — 12 августа 2018, Москва) — советский и российский дирижёр, педагог, народный артист РСФСР.

## Биография
Владимир Александрович Зозуля родился в Кировоградской области в станице Знаменка. В войну судьба забросила его в Новочеркасск, где и началось серь`зное увлечение музыкой.
Сначала это было посещение оркестра русских народных инструментов местного Дома пионеров, затем руководство этим оркестром, параллельно — учёба в музыкальной школе, частные занятия.
По окончании образовательной десятилетки Владимир Зозуля был направлен местным отделом культуры в Москву для продолжения обучения в музыкальном училище им. Октябрьской революции.
Большое участие в судьбе способного ученика принял директор училища А. Н. Лачинов, а также педагоги А. Ильин (класс балалайки), А. Поздняков и В. Дударова (класс дирижирования).
В конце 1950-хх при распределении по окончании училища В. А. Зозуля был направлен преподавателем в Московское областное культпросветучилище.
Из учащихся он создал студенческий оркестр народных инструментов. Этот оркестр впоследствии и был преобразован в профессиональный коллектив, получившему название «Русские узоры» и вошедшему под таким именем в состав Московской государственной областной филармонии в 1970 г. Дальнейшая творческая судьба была до конца жизни неразрывно связана с судьбой его детища, оркестра «Русские узоры».
Согласно оригинальной концепции оркестра, разработанной В. А. Зозулей, концертные программы «Русских узоров» возрождают традиции скоморохов, где один артист — «и чтец, и певец, и на дуде игрец».
Владимир Зозуля создал и вырастил необыкновенный коллектив, в котором каждый музыкант владеет не только традиционными русскими народными инструментами (домрой, балалайкой, баяном), но и старинными, некогда забытыми инструментами. Он возродил для жизни эти уникальные древние инструменты и сегодня слушатели могут наслаждаться красотой их звучания. В. А. Зозуля воспитал коллектив, в котором каждый артист — солист. Музыканты не только играют на музыкальных инструментах, но и поют, танцуют, привлекая к своим выступлениям зрителей всех возрастов.
С 1970-х гг. работал преподавателем и зав. отделением в училище им. Октябрьской революции.
С 1973 года под руководством Зозули была организована работа мастеров-музыкантов по возрождению, усовершенствованию и использованию в народных оркестрах и ансамблях старинных духовых и ударных инструментов.
Обладая высокими профессиональными знаниями и имея большой практический опыт, Зозуля постоянно оказывал консультационную и методическую помощь начинающим дирижерам и руководителям коллективов.
В 1978 году ему присвоено почётное звание «заслуженный артист РСФСР»
В 1989 году ему присвоено почётное звание «народный артист  РСФСР»
В 1995 году, в год, когда оркестр «Русские узоры» получает звание «академический», В. А. Зозуле присваивается звание — профессор.
В 2006 году Зозуля В. А. и коллектив оркестра «Русские узоры» были внесены в энциклопедию «Лучшие люди России».
Наряду с оркестровой работой В. А. Зозуля вёл большую общественную деятельность, регулярно участвовал в различных конкурсных комиссиях в качестве председателя.
Совместно с Министерством культуры Московской области В. А. Зозуля был инициатором создания абонемента «Мастер-класс» для музыкальных школ, школ искусств, домов и дворцов культуры, который пользовался огромным успехом среди жителей Московской области.
С 1994 года. В. А. Зозуля являлся Председателем экспертного совета Российского Альянса мастеров музыкальных инструментов.
Российским Альянсом мастеров неоднократно безвозмездно передавались народные инструменты (гитары, домры, балалайки) детям из многодетных семей, в интернаты и детские дома Московской области.
Зозуля заслуженно пользовался большим авторитетом и уважением среди артистов оркестра и музыкальной общественности.
Умер 12 августа 2018 года. Похоронен на Перепечинском кладбище.

## Награды и премии
- Премия Комсомола Подмосковья (1974).
- Заслуженный артист РСФСР (10.02.1978).
- Народный артист РСФСР (10.07.1989).